# 罗浮买麻藤
罗浮买麻藤（学名：Gnetum lofuense）为买麻藤科买麻藤属下的一个种。

## 分佈
分佈在廣東，海南，福建，江西，湖南，廣西，貴州，雲南及香港。

## 扩展阅读
- 維基物種上的相關：罗浮买麻藤